# Knutgubbe

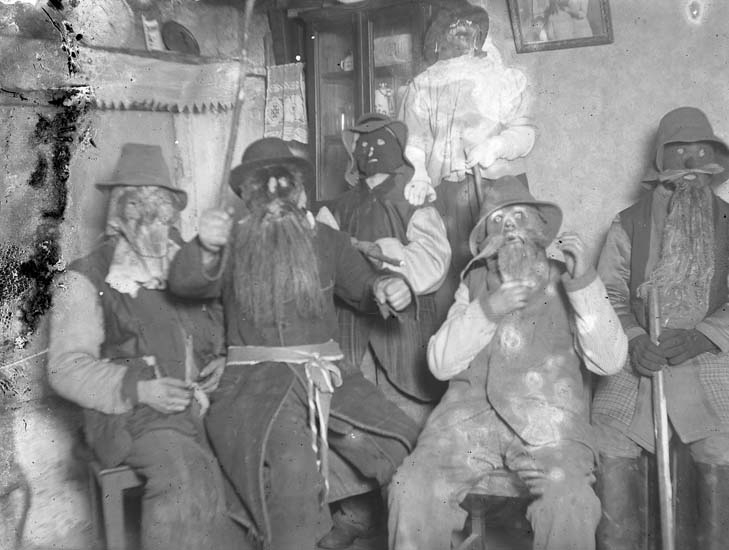
Julknutar/knutgubbar i Bohuslän 1922.

Knutgubbe är en svensk sed förknippad med tjugondag Knut. Seden finns i flera varianter. En som förekom i sydligaste Sverige är att ställa knutgubben i form av en halmdocka utanför dörren till någon som sedan skickar den vidare till någon annan. 
På flera orter i Sverige – Kämpersvik i Bohuslän, Molkom, Munkfors, Arvika, Ekshärad, Sunne, Deje, Torsby, Kil samt Fryksdalen i Värmland, Gnarp i norra Hälsingland, Gusum i Östergötland – klär barn och ungdomar ut sig till knutgubbar som bjuds på godsaker i de hus de besöker. I Värmland kallas traditionen också att ”gå skråbock” eller ”gå Knut”.
I byarna Gusum, Haddäng och Norrfjärden i Gnarp går man utklädd på kvällen från hus till hus och ”slår ut julen”, det vill säga att man tigger godsaker i samband med besöken i gårdarna. I orterna Gimo och Österbybruk i Uppland kallas firandet Knutmasso och har fått en karnevalsform där knutgubbarna bildar ett tåg som går huvudgatan fram. Bästa grupp eller ekipage får pris. 
I Gusum klär man ut sig i valfri maskeraddräkt och man har alltid ansiktsmask (man ska inte kunna se vem som döljer sig bakom dräkten) och om man som vuxen knackar dörr på kvällen får man sig en sup av den man knackar på hos. Senare på kvällen träffas alla ”knutgubbar” på en lokal liten pub där man kan dansa till livemusik och köpa mer dricka och vid tolvslaget tar alla av sig sina masker och man ser då vem man stött på.
I delar av Västerdalarna har begreppet ”knutgubbe” något annorlunda innebörd. Det var benämningen på personer (oftast manliga) som kom till ett bröllop utan att vara inbjudna. De smög omkring i ”knutarna”. Ofta kom brudfolket ut och bjöd även dem på förplägnad.
Det är också en lek där en knutgubbe ska gå runt huset och försöka se när de andra går. Knutgubben måste se från knäna och neråt som rör sig, men man får sätta sig på huk när knutgubben ser.

## Felixgubbar
I nord- och sydöstra Skåne finns en motsvarande tradition på Felixdagen den 14 januari. Figurerna kallas där ”felixgubbar”.